# Cotopaxi (sång)
Cotopaxi är en låt från The Mars Voltas femte studioalbum Octahedron. Den släpptes som den första singeln från albumet i Europa medan "Since We've Been Wrong" var den första singeln som släpptes i Nordamerika. Den 22 april 2009 spelades "Cotopaxi" som "hottest record in the world" den dagen av Zane Lowe i BBC Radio 1. Cedric Bixler-Zavala har uttryckt att det är en av hans favoritlåtar från skivan. [källa behövs]

## Lålista
Promo CD:
1. "Cotopaxi" – 3:39